# Франкфорт
Франкфорт (на английски: Frankfort) е град в окръг Франклин, щата Кентъки, Съединените американски щати). Той е столица на щата Кентъки и окръжен център на окръг Франклин.
Градът има население от 27 621 души (по приблизителна оценка от 2017 г.) и обща площ от 38,85 к km², от които 38,07 km² суша и 0,78 km² вода.
Пощенските кодове на града са 40601 – 40604 и 40618 – 40622, а ZIP-кодът е (+1) 502.
Смята се, че градът дължи името си на загиналия заселник Стивън Франк през 1780-те години. Мястото било наречено Frank’s Ford (на английски: Брод на Франк), от което преминало в днешното име.
Франкфорт се разполовява от река Кентъки, която прави завои във формата на буквата S, като минава точно през неговия център и обособява 4 части на града.
В него функционират Щатският университет на Кентъки (Kentucky State University), който е измежду историческите черни колежи и университети, както и 3 средни училища.
Сред местните забележителности са 4 католически и баптистки църкви, както и няколко фабрики за известното Kentucky Bourbon уиски.

## Личности
- Уилям Уърт Адамс (William Wirt Adams, 1819 – 1888) – бриг. генерал от армията на Конфедерацията
- Джордж Греъм Вест (George Graham Vest, 1830 – 1904) – политик, сенатор от Мисури
- Джон Маршал Харлан (John Marshall Harlan, 1833 – 1911) – юрист, член на Върховния съд на САЩ
- Джони Деп (Johnny Depp, 1963) – актьор